# Amenia (miasto w stanie Nowy Jork)
Amenia – miasto w Stanach Zjednoczonych, w stanie Nowy Jork, w hrabstwie Dutchess. W 2020 roku zamieszkana przez 3769 osób.

## Położenie
Miasto znajduje się we wschodniej części hrabstwa Dutchess. Na północy graniczy z miastem North East, na zachodzie z miastami Stanford i Washington, na południu z miastem Dover, natomiast na wschodzie ze stanem Connecticut (miasta Sharon i Kent).

## Osady
W granicach miasta znajdują się następujące osady (ang. hamlet): Amenia, Amenia Union, Leedsville, Smithfield, South Amenia, Wassaic.

## Transport
Od 2000 roku Amenia stanowi północny kraniec regionalnej linii kolejowej Harlem Line z Nowego Jorku, której operatorem jest Metro-North Railroad. Na obszarze miasta znajdują się stacje Tenmile River i Wassaic.